# IC 3779
IC 3779 ist eine elliptische Zwerggalaxie vom Hubble-Typ dE im Sternbild Jungfrau auf der Ekliptik. Sie ist schätzungsweise 50 Millionen Lichtjahre von der Milchstraße entfernt und hat einen Durchmesser von etwa 10.000 Lichtjahren. Unter der Katalognummer VCC 2050 ist sie als Mitglied des Virgo-Galaxienhaufens aufgeführt.
Im selben Himmelsareal befinden sich u. a. die Galaxien IC 815, IC 3756, IC 3760, IC 3775.
Das Objekt wurde am 10. Mai 1904 von Royal Harwood Frost entdeckt.